# Rodrigo Urquiola Flores
Rodrigo Urquiola Flores (La Paz, 1 de noviembre de 1986) es un escritor boliviano.Novelista, cuentista, dramaturgo y ensayista, también incursionó en el periodismo. Su obra ha recibido alrededor de treinta diferentes distinciones locales, nacionales e internacionales en países como Argentina, Brasil, Cuba, España y México,convirtiéndolo en uno de los autores bolivianos que más reconocimientos ha cosechado a lo largo de su carrera. 

## Trayectoria
Urquiola nació en la ciudad de La Paz,  autor de las novelas Lluvia de piedra (2011; Mención de Honor Premio Nacional de Novela), El sonido de la muralla (2015; Premio Marcelo Quiroga Santa Cruz y Premio Interamericano Carlos Montemayor, México) y Reconstrucción (2019; Premio Marcelo Quiroga Santa Cruz), de los libros de cuentos Eva y los espejos (2018), La memoria invertebrada (2016), Ayer el fuego (2022) y de las obras de teatro El Bloqueo (2010, Premio Adolfo Costa Du Rels), El Retorno (2015, Premio Municipal de Dramaturgia de Cochabamba) y La Serpiente (2018). Es autor también de los cuentos "La Caída" (Finalista Premio Copé Internacional 2010, Perú), "Mariposa Nocturna" (Premio Adela Zamudio 2013), "El Pelícano" (Premio Binacional ArBol - Argentina Bolivia-2014), "El espantapájaros" (Mención Premio Iberoamericano Julio Cortázar 2015, Cuba), "Mientras el viento" (2.º Premio Cataratas Foz do Iguazu 2015, Brasil), "Árbol" (Premio Franz Tamayo 2017), "Senkata" (Premio Latinoamericano Edmundo Valadés 2018, México) y "Ashley" (Premio Internacional José Nogales 2019, España).      
Cuentos suyos fueron  traducidos al quechua, portugués, bengalí, alemán, croata y rumano, y forman parte de diversas antologías internacionales.

## Obra

### Novela
- Lluvia de piedra, 2011[8]
- El sonido de la muralla, 2015[9]
- Reconstrucción, 2019[10]

### Cuento
- Eva y los espejos, 2008 contiene 16 cuentos:[11]
  - Invisible; Noviembre; Fausto; Los caminos cerrados; Viaje a las penumbras; La puerta cerrada; 4 AM; Ahora que estás junto a mí; La distancia y la nada; La risa; La habitación de papel; La muerte del murciélago; El duelo; La casa y el silencio; Madeleine 1879, el retrato; y Eva y los espejos

- La memoria invertebrada, 2016, contiene 13 cuentos:
  - La emboscada; El amante; Mientras el viento; El cazador; La caída; Anoche; El espantapájaros; Mariposa nocturna; El pelícano; La montaña enterrada; Conversación en el desierto; La puerta del sol; y La memoria invertebrada.

- Ayer el fuego, 2022,[12] contiene 10 cuentos:
  - Chupacabras; Dysneyworld; Árbol; Ashley; Senkata; Huérfanos; La muerte de Lennon; Canario; La venezolana; y Ayer el fuego.

### Teatro
- El bloqueo, 2015
- El retorno, 2015
- La serpiente, 2018
- La felicidad, 2022

### Ensayo
- Bajo el oscuro sol: retrato de la Ausencia o viaje al interior de la Nada  : Sobre la novela escrita de Yolanda Bedregal, Bajo el oscuro sol.
- Gracias piratería : Lectura recomendada por el Ministerio de Educación de Bolivia dentro de los Planes y programas de Educación Secundaria Comunitaria Productiva.

### Crónica
- ¿Alguien ha visto a Gonzalo Quispe?, 2016
- Seis años en una carpa , 2019
- La última cena con la Cielo, 2019

## Análisis académicos sobre su obra
- Tradición literaria y tratamiento del espacio en la narrativa boliviana contemporánea. Una lectura a partir de Lluvia de piedra de Rodrigo Urquiola Flores. Por: Magdalena González Almada. CIFFyH-CONICET / Universidad Nacional de Córdoba, Argentina.

## Premios y reconocimientos
- Mención Premio Franz Tamayo 2006 por el cuento Invisible
- Mención de Honor Premio Nacional de Novela (Bolivia) 2010 con Lluvia de piedra
- Premio Adolfo Costa du Rels 2010 por la obra de teatro El bloqueo[13]
- Finalista del Premio Copé Internacional (Perú) 2010 con el cuento La caída
- Mención Premio Adela Zamudio 2011 con el cuento Conversación en el desierto
- Mención Premio Franz Tamayo 2011 con el cuento La puerta del sol
- Mención Premio Adela Zamudio 2012 con el cuento La montaña enterrada
- Mención Premio Franz Tamayo 2012 con el cuento La emboscada
- Premio Adela Zamudio 2013 con el cuento Mariposa nocturna [14][13]
- Premio Marcelo Quiroga Santa Cruz 2014 por la novela El sonido de la muralla [15]
- 2.º lugar Premio Internacional Antonio di Benedetto (Argentina) 2014 con el cuento El amante
- Premio Binacional ArBol (Argentina-Bolivia) 2014 por el cuento El pelícano
- Mención Premio Iberoamericano Julio Cortázar (Cuba) 2015 con el cuento El espantapájaros[13]
- 2.º lugar Premio Franz Tamayo 2015 con el cuento El cazador
- 2.º lugar Premio Cataratas de Foz do Iguaçú (Brasil) 2015 con el cuento Mientras el viento
- Premio Municipal de Dramaturgia de Cochabamba 2015 por la obra de teatro El retorno
- Premio Interamericano de Literatura Carlos Montemayor (México) 2016 por la novela El sonido de la muralla[16]
- Premio Franz Tamayo 2017 por el cuento Árbol[17]
- Mención de Honor Premio Nacional de Novela (Bolivia) 2017 con La ceguera del jaguar
- Premio Latinoamericano Edmundo Valadés (México) 2018 por el cuento Senkata [18]
- 2.º lugar Premio Adolfo Costa du Rels 2018 por la obra de teatro La serpiente [19]
- Premio Marcelo Quiroga Santa Cruz 2018 por la novela Reconstrucción [20]
- Premio Internacional de Relatos Cortos José Nogales (España) 2019 por el cuento Ashley [21]
- Premio Nacional de Literatura Santa Cruz de la Sierra 2019 por el libro Canario y otros cuentos
- Premio Municipal de Dramaturgia de Cochabamba 2021 por la obra de teatro La felicidad